# Campionati del mondo Ironman del 2017
L'edizione dei Campionati del Mondo di Ironman del 2017 si è tenuta in data 14 ottobre a Kailua-Kona, Hawaii.
Tra gli uomini ha vinto il tedesco Patrick Lange, realizzando la migliore prestazione di sempre con un tempo di 8:01:40, record in precedenza appartenuto all'australiano Craig Alexander con un tempo di 8:03:56 nell'edizione del 2011.
Tra le donne si è laureata campionessa del mondo ironman per la terza volta consecutiva la svizzera Daniela Ryf, con la seconda migliore prestazione di sempre (8:50:47) dopo quella che lei stessa ha fatto registrare nell'edizione precedente (8:46:46).
Si è trattata della 41ª edizione dei campionati mondiali di Ironman, che si tengono annualmente dal 1978 con una competizione addizionale che si è svolta nel 1982. I campionati sono organizzati dalla World Triathlon Corporation (WTC).

## Ironman Hawaii - Classifica

### Uomini
| Pos. | Tempo    | Nome             | Paese         | Ripartizione tempi | Ripartizione tempi | Ripartizione tempi | Ripartizione tempi | Ripartizione tempi |
| Pos. | Tempo    | Nome             | Paese         | Nuoto              | T1                 | Bici               | T2                 | Corsa              |
| ---- | -------- | ---------------- | ------------- | ------------------ | ------------------ | ------------------ | ------------------ | ------------------ |
|      | 08:01:40 | Patrick Lange    | Germania      | 00:48:45           | 01:50              | 04:28:52           | 02:14              | 02:39:59           |
|      | 08:04:07 | Lionel Sanders   | Canada        | 00:53:41           | 01:59              | 04:14:18           | 02:15              | 02:51:53           |
|      | 08:07:11 | David McNamee    | Regno Unito   | 00:48:40           | 02:04              | 04:28:54           | 02:03              | 02:45:30           |
| 4    | 08:09:59 | Sebastien Kienle | Germania      | 00:53:44           | 01:59              | 04:14:56           | 02:09              | 02:57:11           |
| 5    | 08:11:24 | James Cunnama    | Sudafrica     | 00:49:09           | 02:12              | 04:21:01           | 02:16              | 02:56:46           |
| 6    | 08:13:06 | Terenzo Bozzone  | Nuova Zelanda | 00:48:41           | 01:59              | 04:26:19           | 02:20              | 02:53:47           |
| 7    | 08:14:43 | Andy Potts       | Stati Uniti   | 00:49:01           | 02:05              | 04:31:01           | 02:10              | 02:50:26           |
| 8    | 08:18:21 | Patrik Nilsson   | Svezia        | 00:48:34           | 01:58              | 04:29:01           | 02:57              | 02:55:51           |
| 9    | 08:19:26 | Ben Hoffman      | Stati Uniti   | 00:48:52           | 01:58              | 04:21:59           | 02:21              | 03:04:16           |
| 10   | 08:22:24 | Boris Stein      | Germania      | 00:53:48           | 01:44              | 04:23:58           | 02:12              | 03:00:42           |

### Donne
| Pos. | Tempo    | Nome             | Paese       | Ripartizione tempi | Ripartizione tempi | Ripartizione tempi | Ripartizione tempi | Ripartizione tempi |
| Pos. | Tempo    | Nome             | Paese       | Nuoto              | T1                 | Bici               | T2                 | Corsa              |
| ---- | -------- | ---------------- | ----------- | ------------------ | ------------------ | ------------------ | ------------------ | ------------------ |
|      | 08:50:47 | Daniela Ryf      | Svizzera    | 00:53:10           | 02:14              | 04:53:10           | 02:11              | 03:00:02           |
|      | 08:59:38 | Lucy Charles     | Regno Unito | 00:48:48           | 02:07              | 04:58:18           | 02:16              | 03:08:09           |
|      | 09:01:18 | Sarah Crowley    | Australia   | 00:53:07           | 02:10              | 04:57:51           | 02:54              | 03:05:36           |
| 4    | 09:02:29 | Heather Jackson  | Stati Uniti | 00:57:58           | 02:11              | 04:53:54           | 02:07              | 03:06:19           |
| 5    | 09:04:40 | Kaisa Sali       | Finlandia   | 00:57:53           | 02:18              | 04:59:50           | 03:06              | 03:01:33           |
| 6    | 09:16:00 | Susie Cheetham   | Regno Unito | 00:57:54           | 02:04              | 05:03:27           | 03:10              | 03:09:25           |
| 7    | 09:19:49 | Carrie Lester    | Australia   | 00:57:51           | 02:23              | 05:00:30           | 02:30              | 03:16:35           |
| 8    | 09:20:31 | Elizabeth Lyles  | Stati Uniti | 01:00:08           | 02:16              | 05:04:09           | 02:37              | 03:11:21           |
| 9    | 09:20:58 | Annabel Luxford  | Australia   | 00:53:02           | 02:13              | 04:59:14           | 02:23              | 03:24:06           |
| 10   | 09:21:08 | Jocelyn McCauley | Stati Uniti | 00:54:31           | 02:23              | 05:04:33           | 03:00              | 03:16:41           |

## Ironman - Risultati della serie

### Uomini
| Evento                    | Oro                 | Tempo    | Argento                   | Tempo    | Bronzo               | Tempo    |
| African Championship      | Ben Hoffman         | 07:58:40 | Nils Frommhold            | 07:59:30 | David Mcnamee        | 08:07:31 |
| Malaysia                  | Romain Guillaume    | 08:32:54 | Jens Petersen-Bach        | 08:36:44 | Roman Deisenhofer    | 08:40:45 |
| Taiwan                    | Kevin Collington    | 08:34:39 | Marino Vanhoenacker       | 08:46:40 | Simon Cochrane       | 09:09:46 |
| Kärnten                   | Jan Frodeno         | 07:57:20 | Eneko Llanos              | 08:12:43 | Viktor Zyemtsev      | 08:17:05 |
| Barcelona                 | Antony Costes       | 07:49:19 | Mike Phillips             | 07:52:50 | Viktor Zyemtsev      | 07:58:03 |
| Copenhagen                | Joel Natale         | 07:20:06 | Pedro J. Bastida Andujar  | 08:33:25 | Lars Peter Bloch     | 08:34:45 |
| Emilia Romagna            | Andreas Dreitz      | 08:03:27 | Jens Petersen-Bach        | 08:12:57 | Andrej Vistica       | 08:17:47 |
| European Championship     | Sebastian Kienle    | 07:41:42 | Andi Boecherer            | 07:46:07 | Patrik Nilsson       | 07:50:16 |
| France                    | Frederik Van Lierde | 08:31:31 | Denis Chevrot             | 08:39:42 | Alessandro Degasperi | 08:36:18 |
| Hamburg                   | James Cunnama       | 08:00:36 | Horst Reichel             | 08:22:27 | Markus Fachbach      | 08:25:36 |
| Kalmar                    | Clemente Alonso     | 08:07:48 | Cameron Wurf              | 08:08:58 | Esben Hovgaard       | 08:25:18 |
| Lanzarote                 | Bart Aernouts       | 08:34:13 | Alessandro Degasperi      | 08:43:23 | Jesse Thomas         | 08:49:02 |
| UK                        | Cyril Viennot       | 08:41:07 | Will Clarke               | 08:47:03 | Kirill Kotsegarov    | 08:48:16 |
| Vichy                     | Bruno Clerbout      | 08:40:32 | Bert Verbeke              | 08:45:07 | Stijn Veldeman       | 08:45:54 |
| Wales                     | Cameron Wurf        | 09:07:03 | Philip Graves             | 09:09:33 | Christian Kramer     | 09:14:26 |
| Arizona                   | Lionel Sanders      | 07:54:10 | Brent Mcmahon             | 08:07:40 | Jeremy Jurkiewicz    | 08:15:22 |
| Penticton                 | Dylan Gleeson       | 08:58:46 | Martin Caron              | 09:09:36 | Linsey Corbin        | 09:17:12 |
| Chattanooga               | Villu Vakra         | 09:18:29 | Karel Sumbal              | 09:20:55 | Jonathan Noon        | 09:25:01 |
| Florida                   | James Burke         | 08:32:33 | Derk De Korver            | 08:39:08 | Quentin Kurc Boucau  | 08:53:40 |
| Louisville                | Andrew Starykowicz  | 08:10:11 | Callum Millward           | 08:18:03 | Markus Thomschke     | 08:21:05 |
| Lake Placid               | Brent Mcmahon       | 08:13:53 | Andy Potts                | 08:37:46 | Justin Daerr         | 08:45:40 |
| Maryland                  | Dj Snyder           | 08:51:11 | Max Teichert              | 08:54:48 | Rob Arkell           | 09:03:36 |
| Santa Rosa                | Nicholas Noone      | 08:53:44 | Rodrigo R.G. De La Cadena | 09:01:57 | Matthew Ison         | 09:10:35 |
| Texas                     | Matt Hanson         | 07:52:44 | Ronnie Schildknecht       | 07:56:21 | Tyler Butterfield    | 07:58:29 |
| Wisconsin                 | Luke Mckenzie       | 08:17:19 | Tj Tollakson              | 08:28:17 | Patrick Mckeon       | 08:28:36 |
| Australia                 | David Dellow        | 08:15:36 | Timothy James Reed        | 08:22:43 | Clayton Fettell      | 08:30:03 |
| Western Australia         | Terenzo Bozzone     | 07:12:31 | Dougal Allan              | 07:18:08 | Tim Van Berkel       | 07:27:08 |
| New Zealand               | Braden Currie       | 08:20:58 | Cameron Brown             | 08:24:32 | Cyril Viennot        | 08:25:43 |
| Asia-Pacific Championship | Josh Amberger       | 08:02:17 | Joe Gambles               | 08:04:03 | Braden Currie        | 08:07:46 |
| Brazil                    | Tim Don             | 07:40:23 | Kyle Buckingham           | 08:05:43 | Igor Amorelli        | 08:06:58 |
| Cozumel                   | Sebastian Kienle    | 07:48:11 | Michael Weiss             | 07:53:27 | Iván Raña            | 07:58:39 |

### Donne
| Evento                    | Oro                  | Tempo    | Argento                 | Tempo    | Bronzo                | Tempo    |
| African Championship      | Daniela Ryf          | 08:47:02 | Kaisa Lehtonen          | 08:52:26 | Susie Cheetham        | 09:04:49 |
| Malaysia                  | Diana Riesler        | 09:19:01 | Mareen Hufe             | 09:27:23 | Manon Genêt           | 09:36:14 |
| Taiwan                    | Laurel Wassner       | 09:50:21 | Kate Bevilaqua          | 10:36:13 | Charlotte Morel       | 10:54:25 |
| Kärnten                   | Eva Wutti            | 09:06:25 | Corinne Abraham         | 09:08:03 | Michelle Vesterby     | 09:16:44 |
| Barcelona                 | Yvonne Van Vlerken   | 08:46:18 | Lisa Huetthaler         | 08:51:21 | Daniela Saemmler      | 08:55:11 |
| Copenhagen                | Kamilla Vallin       | 09:42:25 | Anne Bundgaard          | 10:18:47 | F. Idon-Andersen      | 10:26:12 |
| Emilia Romagna            | Lucy Gossage         | 09:06:39 | Tine Deckers            | 09:13:35 | Marta Bernardi        | 09:20:04 |
| European Championship     | Sarah Crowley        | 08:47:58 | Lucy Charles-Barclay    | 08:51:50 | Alexandra Tondeur     | 08:59:55 |
| France                    | Carrie Lester        | 09:27:53 | Annabel Luxford         | 09:38:31 | Nicole Valentine      | 10:21:53 |
| Hamburg                   | Daniela Saemmler     | 09:07:49 | Eva Wutti               | 09:23:35 | Kristin Moeller       | 09:39:43 |
| Kalmar                    | Camilla Rettig       | 14:14:13 | Malena Waernqvist       | 14:15:29 | Ingrid Pettersson     | 14:16:52 |
| Lanzarote                 | Lucy Charles-Barclay | 09:35:40 | Corinne Abraham         | 09:44:29 | Lucy Gossage          | 09:50:22 |
| UK                        | Lucy Gossage         | 09:39:48 | Diana Riesler           | 09:41:56 | Nikki Bartlett        | 09:59:08 |
| Vichy                     | Stefanie ADAM        | 09:51:10 | Candice MIZON           | 10:02:51 | Celia KUCH            | 10:06:29 |
| Wales                     | Lucy Gossage         | 10:11:20 | Parys Edwards           | 10:35:16 | Kate Comber           | 10:44:02 |
| Arizona                   | Kaisa Sali           | 08:51:54 | Helle Frederiksen       | 08:55:35 | Jen Annett            | 08:59:27 |
| Penticton                 | Linsey Corbin        | 09:17:12 | Jen Annett              | 09:24:55 | Rachel Mcbride        | 09:27:15 |
| Chattanooga               | Liz Lyles            | 09:09:49 | Kim Schwabenbauer       | 09:34:18 | Jessica Donavan       | 09:37:15 |
| Florida                   | Elyse Gallegos       | 09:39:51 | Florencia Morales       | 09:41:56 | Leah Sherriff         | 09:55:33 |
| Louisville                | Lisa Roberts         | 09:06:06 | Lesley Smith            | 09:23:35 | Nicole Valentine      | 09:29:55 |
| Lake Placid               | Amy Farrell          | 09:45:59 | Jacqui Giuliano         | 10:02:40 | Robyn Hardage         | 10:02:50 |
| Maryland                  | Molly Smith          | 09:54:26 | Kelly Stokes            | 10:07:16 | Amanda Rossolimo      | 10:11:06 |
| Santa Rosa                | Chealsea Tiner       | 09:58:45 | Alison McInturff Amorim | 10:20:50 | Susannah Breen        | 10:23:38 |
| Texas                     | Jodie Robertson      | 08:56:32 | Michaela Herlbauer      | 08:59:31 | Maja Stage-Nielsen    | 09:01:00 |
| Wisconsin                 | Jessica Brannigan    | 10:40:37 | Jeanna Chain            | 10:42:26 | Caroline Behme        | 10:44:10 |
| Australia                 | Laura Siddall        | 09:16:39 | Michelle Gailey         | 09:44:16 | Jessica Mitchell      | 09:53:49 |
| Western Australia         | Mel Hauschildt       | 07:52:05 | Carrie Lester           | 07:59:08 | Camilla Lindholm Borg | 08:02:00 |
| New Zealand               | Jocelyn Mccauley     | 09:09:47 | Laura Siddall           | 09:21:53 | Meredith Kessler      | 09:27:19 |
| Asia-Pacific Championship | Sarah Crowley        | 08:58:14 | Sarah Piampiano         | 09:08:20 | Kristin Moeller       | 09:14:08 |
| Brazil                    | Susie Cheetham       | 08:52:00 | Sonja Tajsich           | 08:57:36 | Haley Chura           | 08:58:45 |
| Cozumel                   | Lisa Roberts         | 08:54:00 | Kirsty Jahn             | 08:58:27 | Sonja Tajsich         | 09:00:53 |